# معدات الدفاع والدعم
معدات الدفاع والدعم (DE&S) هي كيان تجاري ومنظمة دفاع مشترك داخل وزارة الدفاع في المملكة المتحدة. بدأ العمل في 2 أبريل 2007، بعد دمج وكالة المشتريات الدفاعية التابعة لوزارة الدفاع والمنظمة اللوجستية الدفاعية ، تحت إشراف الرئيس التنفيذي لمعدات الدفاع والدعم .
كان لدى معدات الدفاع والدعم في البداية قوة عاملة مدنية وعسكرية تبلغ حوالي 29000 (77 بالمائة مدنيون و23 بالمائة عسكريون) في المملكة المتحدة وخارجها. اعتبارًا من عام 2022، انخفض عدد القوى العاملة في معدات الدفاع والدعم إلى حوالي 11500  مع وجود الأغلبية في وزارة الدفاع آبي وود في بريستول.

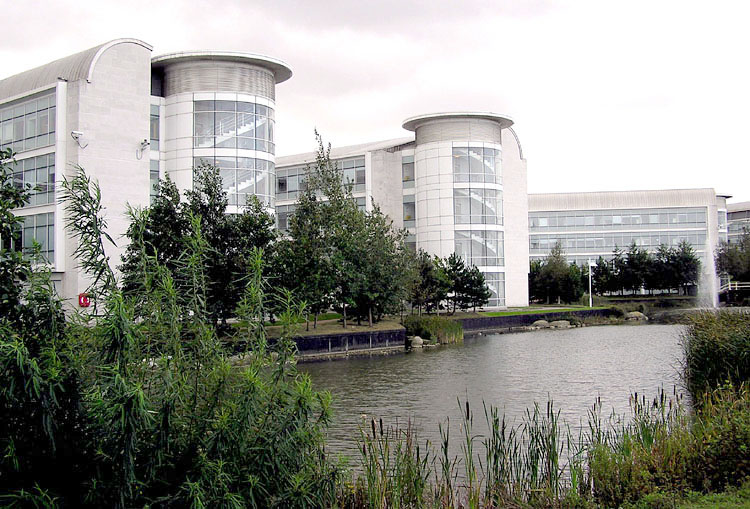
المقر الرئيسي للشركة ، آبي وود ، بريستول